# بهي الدين نوفل
اللواء بهي الدين محمد نوفل (2 يوليو 1920 - 6 ديسمبر 1999) هو عسكري مصري، ورئيس شعبة عمليات القيادة الاتحادية أثناء حرب أكتوبر 1973، وأحد الذين تولوا عملية التنسيق قبل وأثناء حرب أكتوبر بين الجبهتين المصرية والسورية.

## حياته ونشأته
ولد بهي الدين نوفل بحى العباسية بالقاهرة في يوليو 1920، تخرج من الكلية الحربية عام
1939 وعٌين بسلاح المشاة بالعريش حتى تم نقله لسلاح الإشارة وهو برتبة الملازم أول عام
1942.
أشترك في الجولة العربية الإسرائلية الأولى عام 1948 رئيساً لَإشارة لواء مشاه باسدود كما
عمل مدرساً بالكلية الحربية من يناير 1949 حتي نوفمبر 1951، تدرج بعدها في الوظائف حتى
حصل على دورة أركان الحرب من كلية القادة والأركان عام 1952 بعدها عمل في إدارة عمليات
وخطط الجيش بالقيادة العامة حيث عاصر خلالها حرب العدوان الثلاثى عام 1956 كضابط اتصال
بين الرئيس جمال عبد الناصر رئيس الجمهورية والقائد العام المشير عبد الحكيم عامر، وعٌين
نائباً لَلحاكم الإدارى العام لقطاع غزة وهو برتبة العقيد حتى عام 1958.
أوفد إلى بعثة دراسية في الاتحاد السوفيتى في نهاية عام 1958 ثم عٌين رئيساً لإركان الإشارة
في أبريل 1962 حتي أغسطس 1962 حتى عٌين ملحقاً عَسكرياً فَى يوغوسلافيا ورومانيا عام
1963، إلتحق بعد عودته بالدورة الأولى لإكاديمية ناصر العسكرية العليا وحصل على درجة
الزمالة من كلية الحرب عام 1965 ثم عاد للخدمة بهيئة عمليات القوات المسلحة حتى عٌين نائباً للهيئة عام 1967.

## مسيرته
تعين رئيساً لَهيئة عمليات القوات المسلحة عام 1969، ثم مدرساً بأكاديمية ناصر العسكريه
العليا عام 1971، وتم تعينه رئيساً لَهيئة عمليات القيادة العامة للقوات المسلحة الإتحادية ليشارك
بذلك في الإعداد والتنسيق المشترك بين القوات المصرية والسورية لحرب العاشر من رمضان و
السادس من أكتوبر 1973. وقد منح وسام نجمة الشرف المصرية ووسام الشرف العسكرى
السورى من رتبة فارس تقديراً لَما قام به من أعمال في الإعداد والتخطيط لحرب إسترداد
الكرامة.
ويعتبر اللواء بهي الدين نوفل من القلائل الذين خدموا بالقوات المسلحة المصرية خلال كل
الحروب التي خاضتها مصر منذ عام 1948 وحتي تاريخ وفاتة في 1999/12/06 حيث إقيمت جنازة عسكرية
لسيادته في 1999/12/08 من جامع آل رشدان بمدينة نصر القاهرة.

## دوره قبل الحرب

في غرفة قيادة عمليات حرب أكتوبر: اللواء بهي الدين نوفل يقرأ، والسادات وأحمد إسماعيل يصغيان.

بدأت عملية التنسيق المصري السوري تأخذ مسارا جادا في أبريل 1973 قبل الحرب بخمسة أشهر فقط وفي اجتماع ثنائى مغلق بين كل من الرئيس السادات والرئيس حافظ الأسد في برج العرب كما يذكر الرئيس السادات نفسه في كتابه البحث عن الذات حيث أخطر الرئيس الأسد بأنه قرر أن يدخل المعركة هذا العام وأعطى تعليماته للفريق أول احمد إسماعيل وطلب رأى الرئيس الأسد الذي أجاب بالموافقة وقال أنا معك وداخل ونجهز نفسنا وسارت بعد ذلك عملية التنسيق في خطوات محددة ومتتالية بدأت بتكوين مجلس أعلى مشترك للقوات المسلحة المصرية والسورية اجتمع المجلس المشترك لأول مرة في الإسكندرية في الفترة من 22 ـ 23 أغسطس 1973 ضم الوفد السوري اللواء مصطفى طلاس وزير الدفاع ورئيس الأركان ورئيس شعبة العمليات ومدير المخابرات الحربية وقادة الطيران والبحرية والدفاع الجوى والذين وصلوا إلى الإسكندرية متخفيين وحضر الاجتماع من القادة المصريين الفريق أول أحمد إسماعيل وزير الحربية ورئيس الأركان المصري ورئيس هيئة العمليات ومدير المخابرات الحربية وقادة القوات الجوية والدفاع الجوى والبحرية واصبح الاجتماع يضم 13 قائدا سوريا ومصريا انضم اليهم اللواء بهى الدين نوفل من القيادة المشتركة وعقد الاجتماع في قيادة القوات البحرية المصرية براس التين وتم الاتفاق في هذا الاجتماع على توقيت بدأ الحرب في أكتوبر وترك تحديد اليوم والساعة بدقة للقيادة السياسة للبلدين من للاختيار بين عدة بدائل وسافر الرئيس السادات شخصيا إلى سوريا في اطار جولة عربية واجتمع بالرئيس الأسد في دمشق يومى 28 و 29 أغسطس واتخذا القرار ببدء الحرب يوم 6 أكتوبر 1973 وفي الساعة الثانية وخمس دقائق ظهرا على غير ما جرى عليه العرف العسكرى بأن تبدأ العمليات العسكرية في أول ضوء أو في آخر ضوء ورغم أن هذا الاتفاق تم اقراره قبل بدء الحرب بمدة 38 يوما فقط الا أنه كان حدثا غير مسبوق على امتداد الصراع العربي الإسرائيلى ولاشك أنه يمثل إحدى العلامات البارزة في حرب أكتوبر 1973 والذي لم يكن متوقعا وشكل إحدى مفاجآت الحرب الكبرى ودارت عجلة الاستعداد على الجبهتين المصرية والسورية.

## أوسمة
الأوسمة والنياشين والميداليات المصرية الممنوحة إلي اللواء بهي الدين نوفل:
- نوط الجدارة الذهبي (من الطبقة الأولي).

- نوط النصر.

- نوط الاستقلال العسكري.

- نوط الجلاء العسكري.

- نوط التعبئة.

- نوط الخدمة الطويلة والقدوة الحسنة.

- نوط الخدمة الممتازة.

- وسام ذكري قيام الجمهورية العربية المتحدة.

- وسام التحرير.

- وسام الجمهورية (من الطبقة الثالثة).

- وسام نجمة الشرف المصرية.

- ميدالية مقاتلي أكتوبر 1973.

- ميدالية 6 أكتوبر.

- ميدالية ذكري عشر سنوات على الثورة.

- ميدالية ذكري عشرون سنوات على الثورة.

الأوسمة والنياشين والميداليات الغير مصرية (الأجنبية) الممنوحة إلي اللواء بهي الدين نوفل:
- وسام الشرف العسكري السوري (برتبة فارس).

- وسام نجمة الشرف لمنظمة تحرير فلسطين.

- ميدالية فلسطين.